# Främmestads distrikt
Främmestads distrikt är ett distrikt i Essunga kommun och Västra Götalands län. 
Distriktet ligger norr om Nossebro. 

## Tidigare administrativ tillhörighet
Distriktet inrättades 2016 och utgörs av socknen Främmestad i Essunga kommun
Området motsvarar den omfattning Främmestads församling hade vid årsskiftet 1999/2000.